# Myrmecia forceps
Myrmecia forceps är en myrart som beskrevs av Julius Roger 1861. Myrmecia forceps ingår i släktet bulldoggsmyror, och familjen myror. Inga underarter finns listade i Catalogue of Life.